# Alan West
Alan West är en före detta brittisk sångare. Han var vän med Barry Thompson som fick honom att vara med i bandet Bolt Thrower 1986. Han var med och spelade in två demo med bandet och en spelning med John Peel. Han lämnade Bolt Thrower 1987 innan inspelning av debutalbumet av personliga orsaker. Han arbetar numera som ingenjör.